# Eusynthemis
Eusynthemis is een geslacht van libellen (Odonata) uit de familie van de zuidelijke glanslibellen (Synthemistidae).

## Soorten
Eusynthemis omvat 14 soorten:
- Eusynthemis aurolineata Tillyard, 1913
- Eusynthemis barbarae (Moulds, 1985)
- Eusynthemis brevistyla (Selys, 1871)
- Eusynthemis deniseae Theischinger, 1977
- Eusynthemis frontalis Lieftinck, 1949
- Eusynthemis guttata (Selys, 1871)
- Eusynthemis netta Theischinger, 1999
- Eusynthemis nigra (Tillyard, 1906)
- Eusynthemis rentziana Theischinger, 1998
- Eusynthemis tenera Theischinger, 1995
- Eusynthemis tillyardi Theischinger, 1995
- Eusynthemis ursa Theischinger, 1999
- Eusynthemis ursula Theischinger, 1998
- Eusynthemis virgula (Selys, 1874)